# پارک ملی نای‌بند

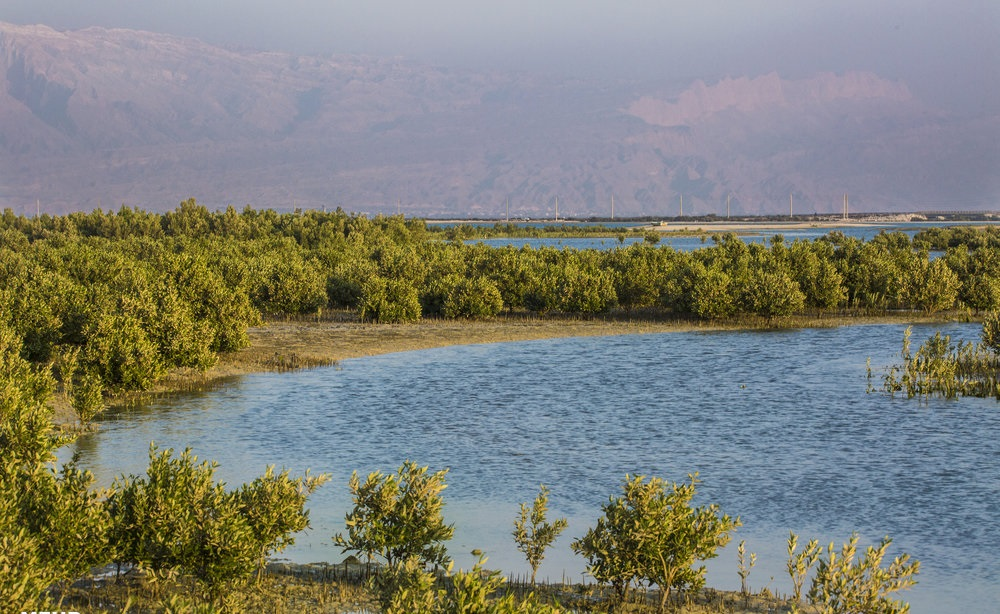
تصویری از جنگل‌های حرا در نایبند

پارک ملی نای‌بند یا بوستان ملی نای‌بند   به عنوان یک منطقه حفاظت‌شده سازمان حفاظت محیط زیست ایران در استان بوشهر، شهرستان عسلویه در سواحل خلیج فارس است.
در سال ۱۳۷۵ خلیج نای‌بند همراه با بخشی از دماغه نای‌بند با مساحت ۱۹۵۰۰ هکتار به عنوان منطقه حفاظت شده نای‌بند در فهرست مناطق حفاظت شده ایران قرار گرفت. این منطقه همراه با مناطق دیگر از جمله دماغه نای‌بند و بخشی از آبهای خلیج فارس در سال ۱۳۸۳ به عنوان اولین پارک ملی دریایی ایران ثبت و اعلام شد.

## محدوده خشکی پارک ملی
این منطقه در ۳۲۰ کیلومتری جنوب شرقی بندر بوشهر شامل: خلیج نای بند، منطقه نای بند و جنگل‌های حرای (مرزهای عسلویه، بساتین و هاله) می‌باشد.
محدوده خشکی این پارک ملی با وسعت ۲۲۵۰۰ هکتار به صورت دماغه مرتفع در ساحل جنوبی خلیج نای بند قرار دارد؛ و گونه‌های کل و بز، قوچ و میش، و گونه نادر جبیر و جیرفتی را دربردارد. این منطقه از سال ۱۳۵۷ به عنوان منطقه حفاظت شده شناسایی شده است. خلیج نای بند دارای زیستگاه دریایی مرجانی و علف‌های دریایی است.
در چشم‌انداز طبیعی این منطقه دارای خورهای متعدد، جنگل‌های حرا، سواحل ماسه‌ای و درختان کهنسال انجیر معابد، دشتهای مشجر دره‌های عمیق و صخره‌ای وجود دارد.
این منطقه از نظر تنوع جانوران وحشی منحصر به فرد است و دارای میش و قوچ، کل، بز وحشی، آهو، جبیر و پلنگ است. جبیر را آهوی هندی و آهوی کویری نیز می‌نامند. جبیر کمی کوچکتر از آهو با پوست اُخرایی رنگ است که رنگ سفیدی در زیر شکم دارد. شاخ آن مستقیم با انحنایی در طرف جلو است که پیچ قلاب مانند نوک شاخ آهوی ایرانی را ندارد.

## پارک ملی دریایی نای‌بند
پارک ملی دریایی نای‌بند با مساحت ۴۹۸۱۵ هکتار در دو استان بوشهر (شهرستان عسلویه) و هرمزگان (شهرستان پارسیان بخش کوشکنار) قرار دارد. مجموعه پارک ملی دریایی زیر نظر اداره محیط زیست شهرستان عسلویه می‌باشد. حدود ۲۷ هزار هکتار این منطقه دریایی و بقیه خشکی است. بخش شمال غربی پارک دریایی نای‌بند محدود به روستای «بیدخون» و تأسیسات سمّی عسلویه است و بخش شرقی آن در قسمت خشکی «کوشکنار» و در قسمت خشکی–آبی جنوب بندر «تِبن» است که به زودی زود در همین بخش شرقی، صنایع دیگری چون آلومینیوم (صنعتی که آب، هوا و خاک را آلوده می‌سازد و لجن‌های قرمز از آلاینده‌های خطرناک شناخته شده آن است)، فولاد و صنایع جانبی دیگر نیز ایجاد خواهد شد.